# Mario Hernandez
Mario Hernandez é um cartunista americano, conhecido por seu trabalho na revista em quadrinhos americana Love and Rockets, ao lado de seus irmãos Gilbert e Jaime. A série foi indicada ao Kirby Award na categoria de "Melhor Série em Preto-e-Branco" nas três edições do prêmio, em 1985, 1986 e 1987, vencendo a segunda.
Após 1987, a Fantagraphics, editora responsável pelo prêmio, decidiu encerrá-lo, e instituiu o Prêmio Harvey e Love and Rockets venceria o novo prêmio na categoria "Melhor Série" em 1989 e 1990.